# Värdinna (underhållare)
För andra betydelser, se Värd.
| Värdinna / Värd (Hostess / Host) |
| --- |
| Skyltning för olika barer med värdinnor. - Betydelse – japansk sällskapsdam (-herre) eller underhållare, kopplad till en bar eller nattklubb - Bakgrund – geisha-kulturen - Miljöer – kurabu (host club) och kyabakura (cabaret club) |

En värdinna (japanska: ホスト, hosuto; engelska: hostess) är en japansk sällskapsdam, kopplad till en bar eller nattklubb (japanska: ホストクラブ, hosutu korabu; engelska: host club). Hon konverserar och socialiserar med manliga gäster och är genom sin närvaro en del av underhållningen på etablissemanget. Motsvarande yrkesroll finns även där män underhåller kvinnliga gäster.
Värdinnor eller värdar på dylika klubbar eller barer är ofta får ofta högre lön ju mer alkohol en kund köper. De anställs för sin förmåga att locka kunder, ofta baserat på utseende eller social umgängesförmåga (charm).

## Funktion och kultur
Värdinnefunktionen handlar om att sälja en fantasi, jämförbar med att låtsas "spela flickvän" och intresserad av samvaro med kunden. Rollen och arbetet är ofta emotionellt och psykiskt krävande, och den kan föra med sig dyra frisörkostnader och hög konsumtion av alkohol under arbetstid. Den här typen av barer och klubbar är en dyr underhållning för kunden, vilket också för med sig möjligheter till hög, bonusbaserad lön för värdinnan/värden.
Värd- och värdinneklubbar är del av den så kallade mizu shōbai (japanska för: 'vattenhandel'), en vanlig nattklubbsverksamhet i urbana miljöer i Japan. Fenomenet är relaterad till flera delar av den japanska kulturen. Det handlar dels om plikttrogenheten, dels att endast visa upp sin goda sida för andra personer. Detta kan också leda till en utsatthet, där man gör sig sårbar för andras makt. Det är också relaterat till det ofta mycket formella samtalsklimatet på många japanska arbetsplatser och ett behov av en miljö där man – delvis under påverkan av alkohol – kan släppa på det formella.

### Två huvudtyper
Det finns huvudsakligen två typer av etablissemang där "värdinnor" arbetar – kurabu och kyabakura. På en kurabu (efter engelskans club, 'klubb') väljer en gäst en särskild värdinna vid sitt första besök där, alternativt så tilldelas han en särskild värdinna. Han kan inte välja någon annan värdinna på klubben och förbeställer ofta sina kommande besök, för att värdinnan ska finnas tillgänglig. En kyabakura (en portmanteau skapad efter engelskans cabaret club) utmärks å andra sidan av att värdinnorna kan väljas eller bytas ut i princip fritt.
En annan uppdelning är den mellan host club och kyabakura. Där syftar den förstnämnda typen på ett etablissemang som vänder sig till kvinnliga gäster och den sistnämnda till manliga diton.

### Bakgrund och jämförelser
Värd- och värdinnearbete kan likna den äldre och mer formaliserade geisha-traditionen, överflyttad från teceremoniernas historiska högreståndsliv till ett modernt och urbant Japan. I likhet med geisha-traditionen finns en stor mängd yrkeskoder runt kundtillvändhet och engagemang i det sociala spelet mellan värdinna och kund.
Yrket skiljer sig också från prostitution genom att arbetet handlar om socialt umgänge utan mål att leda till fysiskt sexuell samvaro. I regel är fysisk kontakt mellan värdinnan och gästen förbjuden eller olämplig, och arbetet bygger – i likhet med exempelvis striptease – på en lockelse men på distans.